# Power Rangers (Film)
Power Rangers ist ein US-amerikanischer Superhelden-Film aus dem Jahr 2017. Regie führte Dean Israelite, das Drehbuch stammt von John Gatins. In Deutschland erschien der Film am 23. März 2017 in den Kinos. Der Film versteht sich als Reboot der gleichnamigen Fernsehserie und basiert lose auf deren erster Staffel Mighty Morphin Power Rangers.

## Handlung
Der Film beginnt 65 Millionen Jahre vor unserer Zeit. Die Power Rangers waren einst mächtige Krieger, die für das Gute kämpften und das Leben und den Zeo-Kristall beschützten. Doch der grüne Ranger, Rita Repulsa, wurde böse und hat nun vor, die Macht über das Universum mit dem Zeo-Kristall an sich zu reißen. Der rote Ranger Zordon überlebt ihren Angriff und verschickt fünf farbige Power-Münzen in der Hoffnung, dass diese eines Tages neue Rangers auserwählen würden. Er befiehlt seinem Roboter-Gehilfen Alpha 5, einen Meteoriteneinschlag zu verursachen, der ihn und die Dinosaurier auslöscht und Rita auf den Grund des Meeres schickt, wodurch ihr Vorhaben vereitelt wird.
In der heutigen Zeit ist Jason Scott ein bekannter Football-Star in der fiktiven Stadt Angel Grove. Nach einem Vorfall wird er aus dem Team entlassen und muss nun auf der dortigen Highschool, auf die er ab jetzt geht, nachsitzen. Er lernt den autistischen Billy Cranston und die hübsche Kimberly Hart kennen, die nach einem Vorfall, bei dem sie einen Schüler geschlagen hat, ihre Freundinnen verliert und sich die Haare schneidet. Jason und Billy verstehen sich gut miteinander und begeben sich nach der Schule zu einer Mine, wo Jason auf Kimberly trifft. Auch treffen sie dort auf zwei weitere Mitschüler, Trini Kwan und Zack Taylor. Die fünf Teenager entdecken die Power-Münzen und Jason nimmt sich die rote, Billy die blaue, Trini die gelbe, Zack die schwarze und Kimberly die pinke. Nach einer Verfolgungsjagd mit den Wachleuten, an deren Ende ihr Auto von einem Zug erfasst wird, was sie aber überleben, entdecken sie alle am nächsten Tag, dass sie Superkräfte bekommen haben. Sie sind sehr stark und können sehr weit springen. Kimberly hat das Gefühl, dass sie nochmal dorthin müssen, wo sie die Münzen gefunden haben. Dort angekommen, springen sie über eine Erdspalte. Nachdem Billy hineinfällt, springen die anderen hinterher und entdecken Zordons Raumschiff, wo sie auf den Roboter Alpha 5 treffen. Alpha 5 hat Zordons Bewusstsein aus seinem Körper transferiert und dieser erscheint nun als großes Gesicht auf einer Wand. Er erzählt ihnen von den Power Rangers und von Rita Repulsa und sagt den Teenagern, dass sie nun selbst Power Rangers werden müssen, da sie von den Power-Münzen auserwählt wurden. Verwandeln können sie sich mithilfe des Morphin-Grids, von dem die Power der Münzen kommt. Noch können sie sich nicht verwandeln. Die Teenager müssen sich nun dem unterziehen, was normalerweise Jahre dauert: dem Training für das, was sie erwartet. Die Zeit drängt, denn Rita ist wiedererwacht, nachdem sie von Jasons Vater und dessen Fischerkollegen aus dem Meer gefischt wurde. Rita besorgt sich in einem Juwelier Gold, welches sie braucht, um das riesige Monster Goldar zu erschaffen. Mit dessen Hilfe will sie an das Stück des Zeo-Kristalls auf der Erde kommen, mit dem Zeo-Kristall Macht über das Universum erlangen und alles Leben auslöschen. In der nächsten Zeit trainieren die Teenager unter den Anweisungen von Zordon und Alpha 5 mit Hologrammen von Ritas Monstern. Allerdings verzweifelt Zordon bald an ihnen, da sie sehr schlecht abschneiden. Schließlich zeigen er und Alpha 5 den Teenagern ihre Zords, riesige dinosaurierähnliche Roboter, die den Rangers im Kampf gegen große Gegner behilflich sein sollen. Jason soll als roter Ranger das Team anführen. Da Zordon angesichts der Situation sehr verzweifelt ist, beschließt er, sein Bewusstsein wieder in seinen Körper zu transferieren, um selbst wieder der rote Ranger zu sein. Schließlich verwandelt sich Billy ganz plötzlich für kurze Zeit in den blauen Ranger, als er Jason und Zack von einer Prügelei abhält, weiß aber nicht, wie das passiert ist. Zordon entlässt das Team. Jason kehrt zurück ins Raumschiff und beschuldigt Zordon, das Team nur zu seinem eigenen Vorteil zu verwenden. Draußen unterhalten sich Jason, Billy, Kimberly, Trini und Zack miteinander und kommen sich näher.
Spät in der Nacht überfällt Rita Repulsa Trini und befiehlt ihr, sich mit den anderen per SMS am Hafen zu verabreden. Als alle dort sind, werden sie von Rita überwältigt, die von Billy, der den Aufenthaltsort des Zeo-Kristalls herausgefunden hat, verlangt, zu erfahren, wo dieser ist. Danach tötet sie ihn. Die anderen bringen Billy zu Zordon. Dieser begibt sich in das Morphin Grid, womit er sein Vorhaben in die Tat umsetzen könnte. Doch stattdessen sieht Zordon ein, dass er falsch lag und holt Billy ins Leben zurück. Zwar kann er nun nicht mehr in seinen Körper zurückkehren, doch es kann nur einen roten Ranger geben und dieser soll Jason sein. Nach diesem Ereignis können die fünf Teenager sich endlich verwandeln, da sie endlich wirklich ein Team sind. Als Power Rangers machen sie sich auf, um Rita aufzuhalten, die inzwischen Goldar erschaffen hat. Die Rangers überwältigen Ritas Monstertruppe und verfolgen sie und Goldar mit den Zords nach Angel Grove, wo Goldar ein gewaltiges Chaos anrichtet. Die Power Rangers nehmen mit ihren Zords den Kampf gegen Goldar auf und Jason rettet seinem Vater das Leben. Schließlich beginnt Goldar, das Stück des Zeo-Kristalls freizulegen. Die Rangers verteidigen dieses mit aller Macht, doch Goldar gewinnt die Oberhand und die Rangers stürzen mit ihren Zords in die Spalte mit dem Kristallstück. Dann jedoch fügen sich die Zords zu einem einzigen gigantischen Zord zusammen, dem Megazord. Mit ihrem Megazord gelingt es den Rangers schließlich, Goldar zu besiegen. Rita sagt ihnen, dass noch mehr kommen wird und springt auf den Megazord zu, doch die Rangers schlagen sie mit dessen Hand weg und Rita wird bis ins All geschleudert und erfriert dort. Die Power Rangers werden als Helden gefeiert und kehren zu ihrem normalen Leben zurück. Zordon ist ihnen dankbar.
In einer Mid-Credit-Szene sieht man, wie beim Nachsitzen ein Schüler namens Tommy Oliver aufgerufen wird, allerdings ist nur seine grüne Jacke zu sehen. Schließlich explodiert Billys Spind.

## Hintergrund
Der Film wurde im März 2014 von Rechteinhaber Saban Brands und Filmstudio Lionsgate angekündigt. Der Veröffentlichungstermin sollte ursprünglich der 22. Juli 2016 sein, wurde aber schließlich auf den 23. März 2017 verlegt. Roberto Orci war als Regisseur verpflichtet worden, musste aber wegen der Arbeiten an Star Trek Beyond ausscheiden. Stattdessen übernahm Dean Israelite den Posten des Regisseurs.
Die Schauspieler Amy Jo Johnson und Jason David Frank haben einen Cameo-Auftritt im Film. Sie sind nach dem finalen Kampf inmitten der anderen Bürger von Angel Grove zu sehen, wie sie ihre Smartphones zücken und den Megazord fotografieren. Amy Jo Johnson spielte in der Originalserie Mighty Morphin Power Rangers (1993–1996) den Pink Ranger Kimberly Hart, Jason David Frank spielte zur gleichen Zeit in der Serie Tommy Oliver, den grünen und späteren weißen Power Ranger sowie zweimal den roten Ranger (PR Zeo und PR Turbo). In der Staffel Dino Thunder war er zudem als schwarzer Ranger zu sehen. Johnson und Frank sind damit die einzigen Schauspieler, die in allen drei Power Rangers-Filmen (1995, 1997, 2017) mitwirken.
Einige Szenen aus dem ersten, längeren Trailer haben es nicht in den finalen Film geschafft. So fehlt die Szene, in der sich Kimberly und Jason küssen, ebenso wie die Szene, in der ein anderer Ranger (vermutlich Zack) auf einem fahrenden Güterzug trainiert.
Rita Repulsa wird zu Beginn des Films, im Känozoikum, kurz als grüner Power Ranger gezeigt, ehe sie zusammen mit ihrer Power-Münze im Meer versinkt. Später im Film trägt Rita die Power-Münze als zentrales Element ihres Stabes mit sich. Im Abspann des Films wird in einer Post Credit-Szene ein „neuer Nachsitzer“ in der Schule vorgestellt und aufgerufen. Der Schüler selbst ist allerdings nicht zu sehen, auf seinem Stuhl hängt nur seine grüne Jacke. Der Name des aufgerufenen Schülers ist Tommy Oliver, der in der Originalserie der grüne Power Ranger wurde.
Auffällig ist, dass die Zords, die mechanischen Tierroboter der Rangers, im Film deutlich kleiner sind, als in der Serie oder in früheren Filmen. War der Tyrannosaurus Rex-Zord des roten Rangers in der Originalserie allein so groß wie ein Wolkenkratzer, ist er als größter Einzelzord im Film bestenfalls so groß wie ein mehrstöckiges Haus und nicht breiter als die Hauptstraße der Stadt.

## Kritik
Auf Rotten Tomatoes hält der Film eine Wertung von 43 % bei einer Durchschnittsbewertung mit 5 von 10 Punkten (Stand: März 2017).
Bei trailerwatch.de bewertet man vor allem den deutlich stärkeren Fokus auf die Geschichte der Hauptcharaktere positiv, während sich der Film jedoch Schwächen im Storytelling ankreiden lassen muss. Alles in allem bekomme man, was man erwartet: Popcorn-Kino nach dem Prinzip „Kopf aus – Film an“.

## Musik
Die Musik zum Film wurde von Brian Tyler komponiert. Des Weiteren wird als Titelmusik der Song Legendary von Welshly Arms verwendet.

## Trivia
- Die Darsteller der damaligen Serie Mighty Morphin Power Rangers, Jason David Frank (Tommy Oliver (Grüner Ranger)) und Amy Jo Johnson (Kimberly Hart (Pinker Ranger)) haben einen gemeinsamen Cameo-Auftritt
- Als die Zords erstmals gemeinsam in Formation marschieren, ist kurze Zeit Go Go Power Rangers aus Power Rangers – Der Film zu hören.
- Billy ist Autist, was durch klischeehaft autistisches Verhalten dargestellt wird (Einzelgänger, Ordnungstick, versteht keinen Sarkasmus).
- Die Szene im Café, in der Kim und Trini mit ihren Gabeln um das letzte Stückchen Kuchen kämpfen, ist eine Hommage an Pos „Abschlussprüfung“ in Kung Fu Panda.
- Als Jasons Vater nach seinem Sohn sucht, erwähnt er die Straßenkreuzung Mariner Bay Ecke Reefside. In der Fernsehserie waren dies die Namen der Städte, in denen die Staffeln Power Rangers Lightspeed Rescue (Mariner Bay) und Power Rangers Dino Thunder (Reefside) spielen.
- Trini trägt in einer Szene ein T-Shirt mit der Jahreszahl 1973 – das Geburtsjahr der 2001 verstorbenen Schauspielerin Thuy Trang, die Trini in Mighty Morphin Power Rangers verkörperte.

## Zukunft
Laut Produzent und Serienschöpfer Haim Saban existiert bereits ein Handlungsbogen für sechs Filme. Dies entspricht einer früheren Aussage, dass sechs bis sieben Filme möglich sind.